# Хайда (мова)
Хайда [ˈhaɪdə] (X̱aat Kíl, X̱aadas Kíl, X̱aayda Kil, Xaad kil) — мова корінного народу Північної Америки, якою розмовляють приблизно 50-60 осіб на канадських островах Хайда-Гваї у Британській Колумбії та прилеглій південній Алясці (острів Принца Уельського, Хайдабург і Кетчикан). Усі компетентні мовці віком поза 60 років, в той час як чисельність народу хайда становить понад 2000 осіб. Термін хайда походить від xayda, що означає «людина» або «особа» мовою хайда. Попередня теорія про існування генетичного зв'язку хайда з мовами на-дене зараз значною мірою відкидається, тому хайда слід розглядати як ізольовану мову.

## Діалекти, ареали розселення та кількість мовців
Дослідження хайдської мови почалися в середині XIX століття. З 1970-х років виникли значні праці (словники та граматики). Хайда має чотири діалекти, які поділяються на північну та південну групи:
- хайда
  - південна хайда
    - нінстінц †
    - скидіґіт

  - північна хайда
    - массет
    - кайгані

Деякі дослідники вважають північну хайда та південну хайда двома різними мовами, приблизно з такою ж різницею, як німецька та нідерландська (Campbell 1997). Найпівденнішим діалектом нінстінц раніше говорили на острові Ентоні, де на початку XX століття було ще кілька мовців, але останні вимерли в 1970 році (Krauss 1973). Діалектом скидіґіт на центральних островах Хайда-Ґваї досі говорять 10 осіб, а діалектом массет на північних островах Королеви Шарлотти приблизно 30. На початку XVIII століття група хайда переїхала на південь Аляски. З нащадків цих мігрантів 15 досі розмовляють так званим діалектом кайгані в місцевостях Гідабург і Кетчікан (кількість мовців за Krauss 1997). Усім грамотним носіям хайдської мови не менше 60 років, тому мова хайда також у цих місцях є під сильною загрозою зникнення і через кілька десятиліть зникне.

## Пов'язання з тлінґітською, еякською і атабаскською
З середини XIX століття генетичний лінгвістичний зв'язок між мовами хайда, тлінґітів, еяків і атабасків постулювався наприкінці XIX століття. Ця група мов була описана Едвардом Сепіром у 1915 році як мови на-дене, а Джозеф Ґрінберґ класифікував їх у своїй роботі «Language in the Americas» 1987 року. Проте в останній роботі над хайда її приналежність до групи на-дене була серйозно піддана сумніву. На думку дослідників, схожість базується більше на ареальних мовних контактах (на тлінґіт розмовляють трохи на північ від хайда) і на неправильному мовному аналізі ранніх порівняльних досліджень (Levine 1979, Leer 1990, 1991, Campbell 1997, Mithun 1999). На даний момент, виходячи з цих висновків, хайда слід вважати ізольованою мовою, а не мовою на-дене.

### Описи мови хайда
- John Enrico: Haida Syntax. 2 Vol. University of Nebraska Press, Lincoln NE u. a. 2003.
- John Enrico: Haida Dictionary. Skidegate, Masset, and Alaskan Dialects. 2 Vol. Alaska Native Language Center u. a., Fairbanks AK u. a. 2005.

### Американські мови
- Joseph H. Greenberg. Language in the Americas. Stanford University Press, Stanford CA 1987, ISBN 0-8047-1315-4.
- Lyle Campbell. American Indian Languages. The Historical Linguistics of Native America (= Oxford Studies in Anthropological Linguistics. 4). Oxford University Press, New York NY u. a. 1997, ISBN 0-19-509427-1.
- Michael Krauss. The Indigenous Languages of the North: a Report on their Present State. In: Hiroshi Shōji, Juha Janhunen (Red.): Northern Minority Languages. Problems of Survival (= Senri ethnological Studies. 44, ISSN 0387-6004). National Museum of Ethnology, Suita u. a. 1997, S. 1–34.
- Marianne Mithun. The Languages of Native North America. Cambridge University Press, Cambridge u. a. 1999, ISBN 0-521-23228-7.

### Хайда і на-дене
- Michael Krauss. Na-Dene. In: Thomas A. Sebeok (Red.): Current Trends in Linguistics. Vol 10: William Bright (Hrsg.): Linguistics in North America. Vol 2. Mouton, Den Haag u. a. 1973, ZDB-ID 421588-6, S. 903—978.
- Robert Levine: Haida and Na-dene: a New Look at the Evidence. In: International Journal of American Linguistics. Vol. 45, Nr. 2, 1979, ZDB-ID 199170-x, S. 157—170.
- Jeff Leer. Tlingit: a Portmanteau Language Family? In: Philip Baldi (Red.): Linguistic change and reconstruction methodology (= Trends in Linguistics. Studies and Monographs. 45). Mouton de Gruyter, Berlin u. a. 1990, ISBN 3-11-011908-0, P. 73–98.
- Jeff Leer. Evidence for a Northern Northwest Coast Language Area. In: International Journal of American Linguistics. Vol. 57, Nr. 2, 1991, P. 158—193.
- John Enrico. Toward Proto — Na-Dene. In: Anthropological Linguistics. Vol. 46, Nr. 3, 2004, ISSN 0003-5483, P. 229—302.

## Вебпосилання
- Ernst Kausen, Klassifikation der indigenen nordamerikanische Sprachen. [Архівовано 29 вересня 2007 у Wayback Machine.](нім.) (DOC; 138 kB)
- Martin Krueger. Indianersprachen [Архівовано 27 травня 2003 у Wayback Machine.](нім.)
- Nord- und mesoamerikanische Sprachen [Архівовано 17 листопада 2017 у Wayback Machine.](нім.)
- Ethnologue: Languages of the World. English [Архівовано 5 жовтня 2001 у Wayback Machine.]